# Cynotilapia afra
Cynotilapia afra (Syn.: Hemichromis afer, Paratilapia afra) ist ein im Malawisee endemisch lebender, sogenannter Mbuna und gehört somit zur Familie der afrikanischen Buntbarsche (Cichliden). Heimisch ist die Art im zentralen und nördlichen Teilen des Malawisee. Jedoch unterscheiden sich die Standortvarianten zum Teil sehr stark, so dass es üblich ist den Tieren einen Beinamen zu geben, um ihrer unterschiedlichen Ausfärbung Rechnung zu tragen. Bei dem Beinamen handelt es sich entweder um einen nahegelegenen Ort am Malawisee oder um eine Küsten- oder Inselregion, an denen die Tiere erstmals gefunden wurden. Aufgrund der vielen Variationen lässt sich erkennen, dass die Tiere sehr standorttreu sind.
Cynotilapia afra ernähren sich überwiegend von Aufwuchs und darin lebenden Kleinstlebewesen.

## Lebensraum
Cynotilapia afra bewohnt das obere Felslitoral mit seinen zum Teil sehr steil abfallenden Uferzonen. Es handelt sich um Geröllzonen, in denen die Felsen Höhlen und Nischen bilden und erst ab größeren Wassertiefen von mehr als 15 Metern in sandigen Boden übergehen. Diese Felsen sind mit Algenaufwuchs bewachsen die von den Tieren als Nahrung genutzt werden. Er bildet dort große Gruppen, bei denen die Männchen Reviere von etwa einem Quadratmeter besetzen. Die semi-adulten Tiere leben nicht nach Geschlechtern getrennt oberhalb des Felslitorals.

## Systematik
Cynotilapia afra ist leicht mit der Gattung Pseudotropheus zu verwechseln, da beide annähernd die gleiche Körperzeichnung besitzen. Dies beinhaltet die Körperform und die Körperstreifen. Der Unterschied liegt aber in der Bezahnung des Gebisses begründet, bei denen Cynotilapia eine weiter auseinander stehende, einspitzige Bezahnung zeigt, wohingegen Pseudotropheus Arten zweispitzige und engere Bezahnung aufweist. Die Färbung der schwarzen Pigmente in den Körperstreifen, sowie die auffallenden unterschiedlichen Farben der Rückenflossen, sind ein typisches Merkmal bei Cynotilapia afra. Die Männchen sind durchweg größer (etwa 7 cm) als die Weibchen (etwa 5 cm) mit einer hellblauen Körpergrundfarbe und dunkelblauen Querstreifen beim Männchen und den beige-braun bis hellblau gefärbten Weibchen. Die Art gilt als omnivor.

## Fortpflanzung

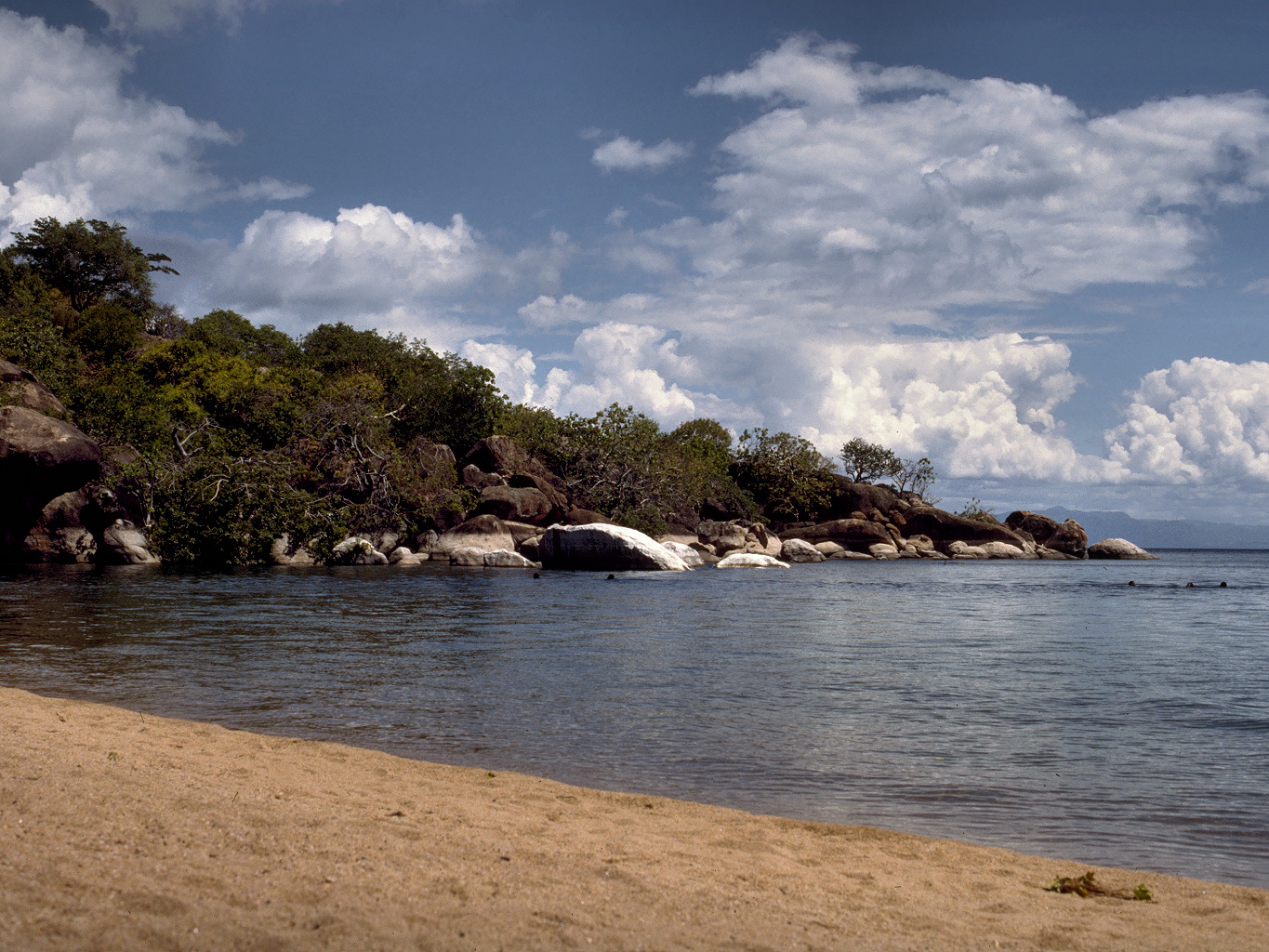
Otter Point mit Felsenküste am Cape Maclear

Cynotilapia afra ist ein maternal, ovophiler Maulbrüter, bei der das Weibchen die Brut im Maul ausbrütet. Die Paarbildung ist lediglich auf den Vorgang des Ablaichens beschränkt. Danach trennen sich die Geschlechter wieder. Während des Brutvorgangs werden die Reviere von den Männchen aggressiv verteidigt. Die Art ist nicht sehr produktiv, etwa 20–30 Jungfische, was jedoch bei Maulbrütern nicht ungewöhnlich ist. Nach etwa 21 Tagen entlässt das Weibchen voll entwickelte Jungfische. Während der Brutzeit stellt das Weibchen die Nahrungsaufnahme ein. Männliche Cynotilapia sind polygam und halten sich einen Harem von mehreren Weibchen.

## Varianten

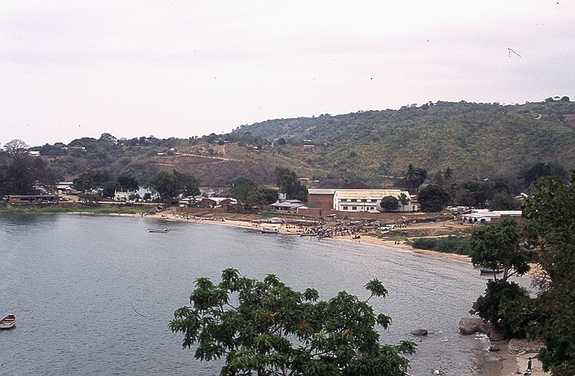
Nhkata Bay, Malawisee

Bekannte Cynotilapia afra-Morphen mit ihren Vorkommen im See sind:
- Cynotilapia afra (Chewere)
- Cynotilapia afra (Chiloelo)
- Cynotilapia afra (Chinuni)
- Cynotilapia afra (Chitande)
- Cynotilapia afra (Chuanga)
- Cynotilapia afra (Cobue)
- Cynotilapia afra (Jalo Reef)
- Cynotilapia afra (Likoma)
- Cynotilapia afra (Lumbila)
- Cynotilapia afra (Lundu)
- Cynotilapia afra (Lupingu)
- Cynotilapia afra (Mbenji)
- Cynotilapia afra (Mbweca)
- Cynotilapia afra (Metangula)
- Cynotilapia afra (Minos Reef)
- Cynotilapia afra (Msobo)
- Cynotilapia afra (Ndumbi)
- Cynotilapia afra (Njambe)
- Cynotilapia afra (Nkhata Bay)
- Cynotilapia afra (Nkolongwe)
- Cynotilapia afra (Nkhungu Reef)
- Cynotilapia afra  (Ntekete)
- Cynotilapia afra "Hai Reef" (Puulu)
- Cynotilapia afra "Thumbi Point" (Thumbi)
- Cynotilapia afra "Tumbi Point" (Thumbi)
- Cynotilapia afra (Undu Reef)

Cynotilapia Arten, bei denen eine genaue Zuordnung noch fehlt:
- Cynotilapia sp. "Black Dorsal"
- Cynotilapia sp. "Black Eastern"
- Cynotilapia sp. "Blue and Blue"
- Cynotilapia sp. "Chinyankwazi"

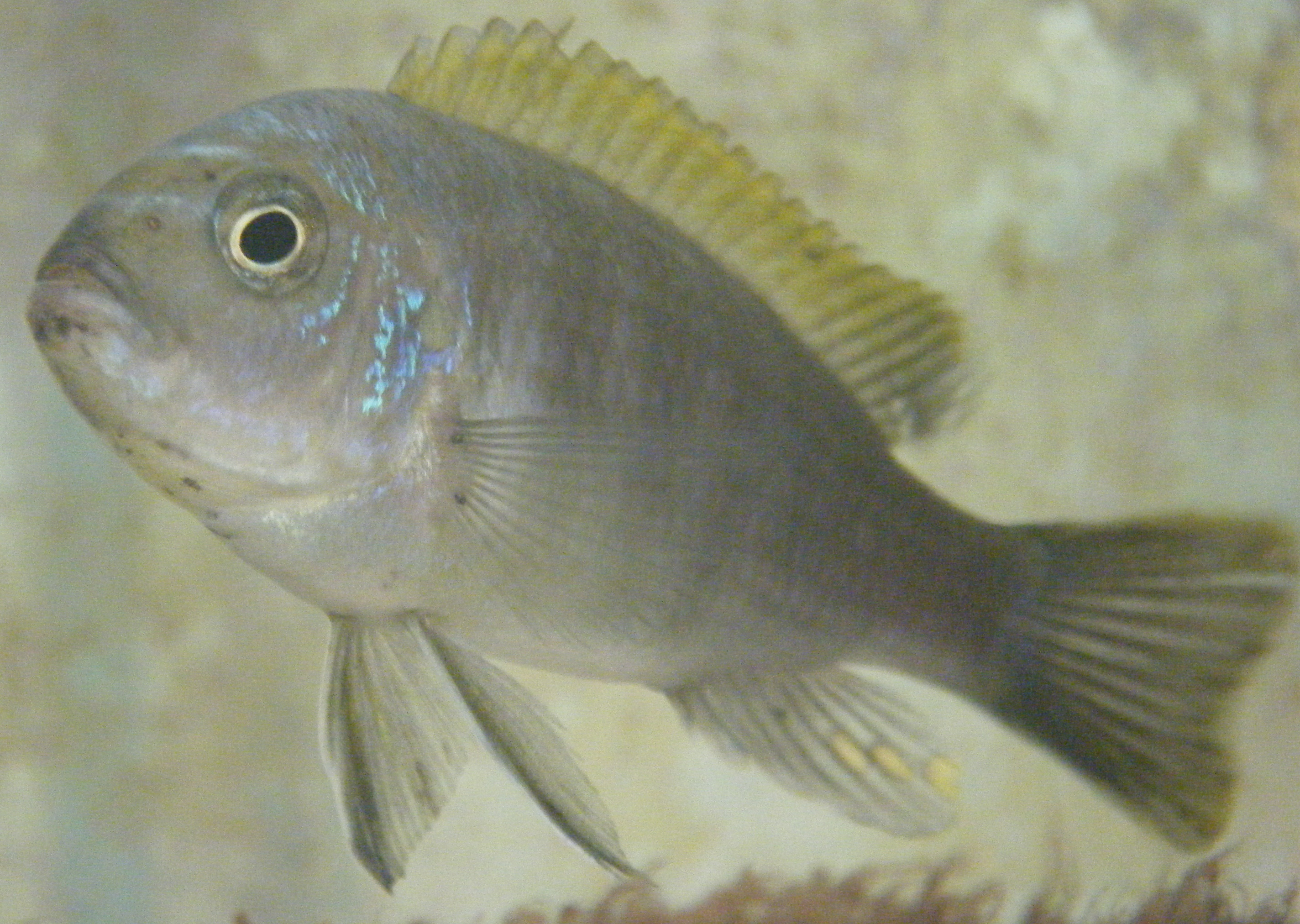
Cynotilapia sp. mbamba

- Cynotilapia sp. "Lion" (Lion’s Cove)
- Cynotilapia sp. "Lion" (Magunga)
- Cynotilapia sp. "Maleri" (Nakantenga)
- Cynotilapia sp. "Mbamba" (Lion’s Cove)
- Cynotilapia sp. "Mbamba" (Nkhata Bay)
- Cynotilapia sp. "Ndumbi"

## Entwicklung

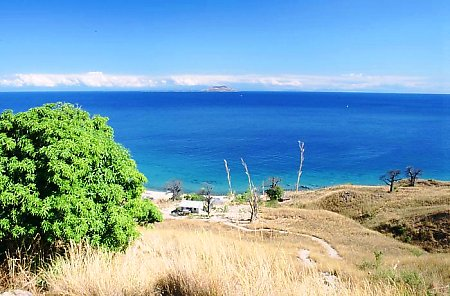
Blick von Likoma Island am Malawisee

Während üblicherweise viele tausend Jahre benötigt werden um eine neue Art zu entwickeln, sind die Umstände bei den im Malawisee vorkommenden Arten völlig anders. Laut Studien haben sich hier über 1000 Fischarten in nur 500.000 Jahren entwickelt. Diese rasende Evolution ist an und für sich schon ein Rätsel, jedoch sind die Südostafrikanischen Malawiseebewohner der Art Cynotilapia afra hier als echte Ausnahmen zu betrachten. Innerhalb von nur 20 Jahren haben sich bei dieser Art zwei genetisch völlig unterschiedliche Arten entwickelt. Der amerikanische Biologe Todd Streelman wies nach, dass im Jahre 1960 an der Insel Thumbi (West), nahe Mitande, eine versehentlich freigesetzte Cynotilapia afra-Population, die sich dort seit 1983 nicht fortbewegt hatte, bei einem erneuten Besuch im Jahre 2001 immer noch dort vorzufinden war, sich aber mittlerweile zu zwei völlig unterschiedlichen Arten weiterentwickelt hatte. Die eine Art lebt südlich der Insel, die andere nördlich davon. Da gerade bei Mbunas die Farbmuster bei der Partnerwahl eine entscheidende Rolle spielen, kann man bei beiden Arten erhebliche Unterschiede im Farbkleid feststellen.